# Scrophularia donetzica
Scrophularia donetzica är en flenörtsväxtart som beskrevs av Mikhail Ivanovich Kotov. Scrophularia donetzica ingår i släktet flenörter, och familjen flenörtsväxter. Inga underarter finns listade i Catalogue of Life.